# Lom (Bulgaria)
Lom (în bulgară Лом) este un oraș în partea de nord a Bulgariei, port pe Dunăre. Aparține administrativ de comuna Lom din  Regiunea Montana.
Aparține de Obștina Lom, Regiunea Montana, situat pe malul drept al Dunării, aproape de vărsarea râului Lom. Este situat la 162 km nord de Sofia, 56 km sud-est de Vidin, la 50 km nord de Montana și 42 km vest de Kozlodui. Acesta este al doilea port bulgar ca importanță pe Dunăre, după Ruse.

## Istorie

### Antichitate și Evul Mediu
Lom a fost fondat de către traci sub numele de Artanes în Antichitate. După ei, romanii numeau cetatea și orașul Almus, de unde vine numele de azi al orașului și al râului Lom.
Nu există rapoarte care să dovedească că ar fi existat o așezare mare în Evul Mediu. Nu au fost până la dominația otomană care a extins-o, dar pentru o lungă perioadă de timp era sub umbra dominantă a orașelor Vidin, Nicopol și Silistra. Se presupune că satul Otoman a fost fondat în 1695 de Kara Mustafa și Bey Murad, învinși la asediul Vienei în 1683 și veniți aici cu plute navigând de-a lungul Dunării.

### Dominația otomană și Renașterea națională bulgară
Numele Lom Palanka a fost menționat pentru prima dată în 1704. Așezarea care a fost apoi numită "Palanca" a fost ceva între un sat și un oraș ca mărime și importanță. În 1798 Lom a suferit de pe urma raidurilor tâlharilor. Odată cu dezvoltarea transportului maritim de-a lungul Dunării după 1830, importanța orașului a crescut. Drumul spre Sofia a contribuit la progresul său și l-a transformat într-un port de export principal spre Viena (Austria). Prin 1869 au existat 120 de magazine, 148 de birouri comerciale, 175 magazine alimentare, 34 de cafenele, 6 hoteluri și 2 mori. Orașul a fost centrat în jurul vechii Kale (cetate), care avea trei intrări prin intermediul a trei kapii (porți) - Vidinska, Belogradchishka, Sofiyska.
Negustorii de la Lom ofereau mărfuri la cele mai mari târguri din regiune și în afara ei. În 1880 au existat 7500 de locuitori în oraș.
Lom este mândru de tradițiile sale din perioada Renasterii naționale bulgare. În timpul renasterii nationale, primul centru al comunității din Bulgaria (1856) a fost fondat în oraș, prima societate a femeilor din țară a fost, de asemenea, înființată în 1858 și unul dintre primele spectacole de teatru au avut loc în oraș. Krastyu Pishurka, un educator remarcat, de asemenea, a lucrat în Lom.
Până la al Doilea Război Mondial a fost un oraș de piață important. După 1944, industria s-a dezvoltat — fabrica de zahăr, fabrica de conserve, industria de cereale. El a devenit un port pentru partea de nord-vest a Bulgariei.

## Împărțire administrativă
Cartierele din Lom:
- Boruna
- Dalgoshevtsi
- Golintsi
- Humata
- Kaletata
- Lyulyatsite
- Mladenovo
- Mladost
- Momin Brod
- Stadiona
- Zornitsa

Municipalitatea din Lom constă din următoarele 9 sate, plus orașul Lom, care este centrul administrativ al municipiului: Dobri dol, Dolno Linevo, Kovachitsa, Lom, Orsoya, Slivata, Staliyska mahala, Stanevo, Traykovo, Zamfir.

## Demografie
Majoritatea populației din Lom este creștin-ortodoxă. Al doilea grup religios ca mărime este protestantismul: adventiști și baptiști.